# Lydisk (toneart)
 For alternative betydninger, se Lydisk. (Se også artikler, som begynder med Lydisk)
Den lydiske toneart eller lydiske skala er en af kirketonearterne. Tager man F som grundtone og spiller man udelukkende på de hvide tangenter, har vi en Lydisk skala (= dur-skala med hævet 4.trin)
| Musik | Spire Denne musikartikel er en spire som bør udbygges. Du er velkommen til at hjælpe Wikipedia ved at udvide den. |